# Stéphane Cordinier
Stéphane Cordinier, né le 17 avril 1970 à Créteil, est un ancien joueur international français de handball. Il est depuis devenu entraineur.

## Biographie
Formé à l'US Créteil dès l'âge de sept ans, il joue son premier match avec le groupe pro en 1990 face à Lilleref name="HH99" />. L'année précédente, Créteil a fait le doublé et a atteint la finale de la Coupe de coupes. Cordinier s'endurcit sous la coupe de techniciens venus des Balkans, Sead Hasanefendić d'abord, Branislav Pokrajac ensuite, et apprend aux côtés de Mile Isaković, champion olympique en 1984 au même poste que lui.
Dans la lignée des Barjots, le handball se professionnalise, mais Cordinier doit en plus occuper un poste d'éducateur sportif à la mairie de Créteil. Seul le PSG-Asnières, alors intégré au projet omnisports de Charles Biétry, possède des joueurs entièrement professionnels et, lorsque Cordinier est contacté par le club de la capitale en 1993, il saute le pas comme Stéphane Stoecklin, Denis Lathoud et quelques autres pointures. Hormis un titre de vice-champion de France en 1996, les résultats restent moyens et en 1998, il prend la direction de l'ambitieux club allemand du TV Niederwürzbach. Il y retrouve trois autres Français (Joulin, Schaaf, Houlet). Mais un gros sponsor lâche en cours de route et l'ambiance devient moyenne. Plusieurs fois touché à la cheville et bientôt papa pour la deuxième fois, Cordinier décide alors d'arrêter sa carrière à seulement 29 ans.
Appelé à 72 reprises en équipe de France par Daniel Costantini à partir des Jeux méditerranéens de 1993 (médaillé d'argent), il ne prend pas part au Mondial 95, remporté par les Barjots. En 1996, il participe aux Jeux olympiques d'Atlanta, conclus à une frustrante quatrième place. Jamais titulaire à part entière, il empoche tout de même une médaille de bronze lors du championnat du monde 1997, au Japon.
Son fils Isaïa est basketteur professionnel et vice-champion olympique en 2024.

## Palmarès

### En équipe de France
- Médaille d'argent aux Jeux méditerranéens de 1993,  France
- Médaille de bronze au championnat du monde 1997,  Japon
- 4e place aux Jeux olympiques 1996 d'Atlanta,  États-Unis

### En club
- Vice-Champion de France en 1996 avec PSG-Asnières
- Demi-finaliste de la Coupe des clubs champions européens (C1) en 1990 avec Créteil
- Demi-finaliste de la Coupe des Villes (C4) en 1994 avec Paris